# Fur (parochie)
Fur is een parochie van de Deense Volkskerk in de Deense gemeente Skive. De parochie maakt deel uit van het bisdom Viborg en telt 862 kerkleden op een bevolking van 914 (2004). 
Tot 1970 was de parochie deel van Harre Herred. In dat jaar werd de parochie opgenomen in de nieuwe gemeente Sundsøre. Deze ging in 2007 op in de vergrote gemeente Skive.
De parochiekerk was oorspronkelijk gewijd aan St. Maarten. De bouw van de kerk is volgens een oorkonde begonnen in 1126. De oudste delen zijn het schip en het koor met apsis. De toren en het wapenhuis zijn in de 15e of 16e eeuw toegevoegd.